# Равальяк, Франсуа
Франсуа́ Равалья́к (фр. François Ravaillac; 1578, Франция — 27 мая 1610, Париж, Франция) — убийца короля Франции Генриха IV.

## Биография
Слуга, затем школьный учитель из Ангулема, безуспешно пытался вступить в католический орден фельянов, затем иезуитов. В 1609 году ему, по его словам, было видение, после которого Равальяк счёл, что его миссия — убедить короля обратить гугенотов в католицизм. Сам король Генрих первоначально был гугенотом, но перешёл в католицизм, чтобы получить корону Франции, при этом гарантировав Нантским эдиктом протестантам свободу вероисповедания; насильственное обращение гугенотов, как полагают, не входило в его цели. Вступление Франции в Клевскую войну против Габсбургов Равальяк расценил как объявление войны католицизму и решил за это убить короля.
Под влиянием кампании против политики Генриха IV, оправдывавшей цареубийство во имя спасения страны, достиг своей цели на улице Ферронри, 14 мая 1610 года, вскочив на подножку королевской кареты, остановившейся в толчее на улице Парижа, нанёс два удара кинжалом в грудь королю, убив его в присутствии мсье де Монбазона и герцога д’Эпернона.
Был приговорён к публичным пыткам и последующему четвертованию. Его четвертовали с помощью лошадей на Гревской площади, но толпа не дала завершить казнь, разорвав тело Равальяка на части.
Даже под пытками Равальяк не выдал сообщников.
Одни историки видят в нём фанатика-одиночку, возможно, душевнобольного, другие — агента папства или какой-либо европейской державы.
После казни Равальяка его родителей изгнали из страны, а всем прочим родственникам велели сменить фамилию. Имя Равальяка стало нарицательным для цареубийцы.
|                                                                        |                     |
| Мраморная доска на месте убийства Генриха IV на рю де Феронри в Париже | Убийство Генриха IV |